# Grigor Areschjan

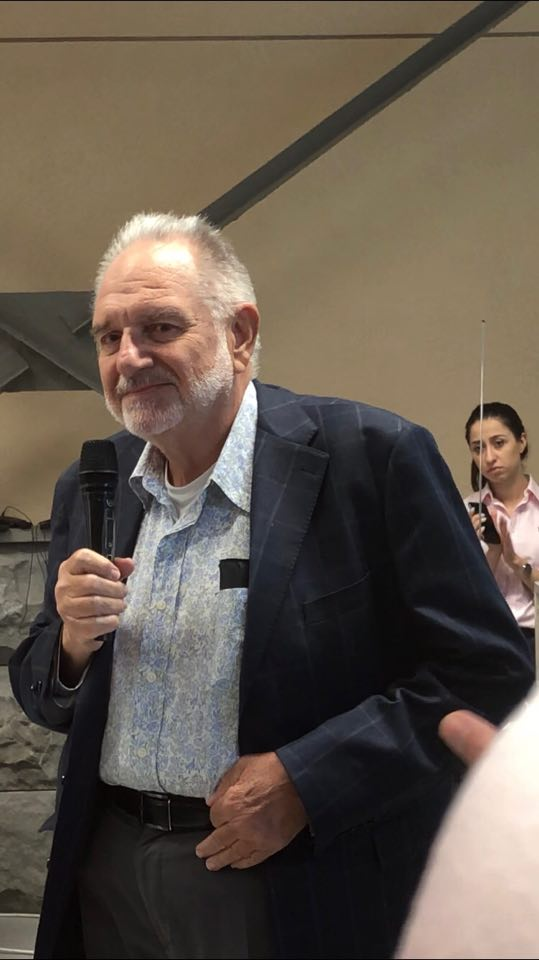
Grigor Areschjan, 2019

Grigor Areschjan (armenisch Գրիգոր Արեշյան, später anglifiziert oft Gregory Areschjan; * 13. Mai 1949 in Jerewan; † 2. August 2020 ebenda) war ein  armenischer Historiker und Archäologe, dessen Hauptinteressen der Geschichte und den Zivilisationen des Alten Orients galten.

## Leben
Geboren wurde Areschjan 1949 in Jerewan. Ein Freund der Familie war der renommierte Archäologe Boris Piotrowski, der Ausgrabungen am Karmir Blur (Armenisch: Roter Hügel) durchführte. Später wurde Piotrowski Areshians Doktorvater und Mentor an der Universität von Leningrad. Anfang der 1970er Jahre arbeitete Areshian selbst beim Karmir Blur. In dieser Zeit lernte er die Arbeiten amerikanischer Archäologen kennen, die die Archäologie im Zusammenhang mit der Anthropologie betrachteten. Seine Herangehensweise an archäologische Ausgrabungen wurde durch die Arbeit in Karmir Blur geprägt, wo er zu der festen Überzeugung gelangte, dass Archäologie allein nicht ausreicht, um die komplexen gesellschaftlichen Beziehungen der Vergangenheit vollständig zu verstehen.
Mit 26 Jahren war er der Jüngste, der am Institut für Archäologie der Akademie der Wissenschaften der UdSSR in (damals noch) Leningrad promovierte. Er wurde dann außerordentlicher Professor für Archäologie an der Staatlichen Universität Jerewan.
Von 1985 bis 1990 nahm er anfangs an verschiedenen Ausgrabungen in der Ararat-Ebene und im Masis-Fleck teil und leitete sie später dann auch. 1990 war er Gastwissenschaftler bei den Ausgrabungen des Deutschen Archäologischen Instituts in Ägypten.
Von 1987 bis 1991 war er stellvertretender Direktor des Archäologischen Instituts der Armenischen Akademie der Wissenschaften. Ende der 1980er Jahre war Areshian aktiv an der Gründung der neuen Republik Armenien beteiligt. Er trat zunächst als stellvertretender Premierminister in die Regierung ein und wurde später Präsident der Nationalen Wissenschaftsstiftung.
Im Jahr 1993 war er gezwungen, Armenien zu verlassen, ein Ereignis, das er als entscheidend für sein Leben betrachtete, da es den Startschuss für seine herausragende akademische Karriere in den Vereinigten Staaten gab: In den 22 Jahren, die Areshian in den USA verbrachte, lehrte er an 14 verschiedenen Universitäten und Colleges, darunter die University of Chicago und die UCLA, wo er stellvertretender Direktor und assoziierter Forscher am Cotsen Institute of Archaeology wurde. Ab dem Jahr 2008 führte er zusammen mit Boris Gasparjan die Ausgrabungen in der Karsthöhle Areni-1 (in Armenien) durch, die zur Entdeckung des 5.500 Jahre alten Lederschuhs führten, das älteste bekannte Exemplar eines Lederschuhs.
Im Jahr 2013 wurde sein Sammelband über die multidisziplinäre Untersuchung von Imperien von der Cotsen Press veröffentlicht. Im Auftrag des Cotsen-Instituts führte er ab 2012 zusammen mit Pavel Avetisyan Ausgrabungen in Masis Blur durch.
Ab 2015 lehrte er an der American University of Armenia (AUA).
Für seine herausragende Arbeit auf dem Gebiet der Archäologie und Geschichte des Nahen Ostens wurde 2017 von der Universität Oxford eine Festschrift zu Ehren Areshians veröffentlicht, die den Titel Bridging Times and Spaces: Papers in Ancient Near Eastern, Mediterranean and Armenian Studies trägt.
Areschjan starb 2020 in Jerewan an den Folgen von COVID-19.

## Schriften (Auswahl)
- Empires and Diversity: On the Crossroads of Archaeology, History, and Anthropology. Ideas, Debates, and Perspectives, 7, Los Angeles: Cotsen Institute of Archaeology Press, University of California 2013 (Editor und mitwirkender Autor).
- Areni (Armenia). In: K. B. Metheny, M. C. Beaudry (Hrsg.), Archaeology of Food. An Encyclopedia, Bd. 1, Lanham-Boulder-New York-London: Rowman & Littlefield 2015, S. 40.
- Ani: Identities and Conflicts in and around a “Silk Road” City. In: H. A. Haviland, H. E. L. Prins, D. Walrath,  B. McBride, The Essence of Anthropology, 4. Edition, Boston, Mass.: Wadsworth, Cengage Learning 2016, S. 136ff.